# 모던 프리미엄
Modern Premium(모던 프리미엄)은 현대자동차의 브랜드 방향성이다.

현대자동차는 2005년에 글로벌 브랜드 경영을 선포 후 브랜드 경영에 박차를 가하고자 2011년 브랜드 방향성으로 '모던 프리미엄'을 선포했다.

이는 "이 시대의 고객이 기대하는 것 이상의 새로운 경험과 가치를 현대자동차만의 방법으로 더 많은 고객들에게 제공하고, 시대와 고객이 원하는 기대를 뛰어넘는 현대자동차만의 프리미엄과 경험을 전달하여 고객들이 자부심과 감동을 느끼도록 하는 것"이라는 의미를 함축하고 있다.

## 같이 보기
- 현대자동차